# Suan

Localização do município de Suan no departamento de Atlántico.

Suan é um município da Colômbia no departamento de Atlántico.